# مليكة بوكر
مليكة بوكر (بالإنجليزية: Malika Booker)‏ (1970 في المملكة المتحدة)؛ كاتِبة وشاعرة بريطانية.